# 吻溝非鯽
吻溝非鯽（学名：Fossorochromis rostratus）為輻鰭魚綱鱸形目隆頭魚亞目慈鯛科的其中一種，分布於非洲馬拉威湖流域，為特有種，體長可達24.4公分，棲息在水淺的沙底質水育，以昆蟲幼蟲及甲殼類為食，生活習性不明，可做為觀賞魚。